# 三浦重勝
三浦 重勝（みうら しげかつ、慶長10年（1605年） - 寛永8年8月4日（1631年8月31日））は、江戸時代前期の大名。下総三浦藩2代藩主。三浦重成の長男。正室は小出吉英の娘。官位は従五位下、監物。通称は右馬助。

## 生涯
生年には諸説ある。父の重成は初め男子に恵まれなかったため、甥の重次を婿養子に迎えたが、のちに実子の重勝が生まれたので、関ヶ原の戦いの戦功による加増地の近江国浅井郡3千石を分与し、別家を立てさせている。
寛永元年（1624年）に父の1万石の遺領を継いだ（遺領を継いだ年は諸説あり）。寛永8年（1631年）8月4日に没し、嗣子なく改易となった。なお、義兄の重次はその3年前に実兄阿部政澄の死により生家の阿部家に戻り世継となっている。
その後、弟の系統が備後福山藩阿部家（重次が継いだ家の嫡流）の家老として、叔父の系統が旗本としてそれぞれ存続した。